# 東経90度湖
東経90度湖（とうけいきゅうじゅうどこ）とは、南極大陸に存在する湖である。名前はこの湖が東経90度線上に存在することからつけられている。また、表面積は約2,000km2で、これは南極大陸の氷河下湖で2番目に大きいものである。